# بوئینگ ۷۲۰

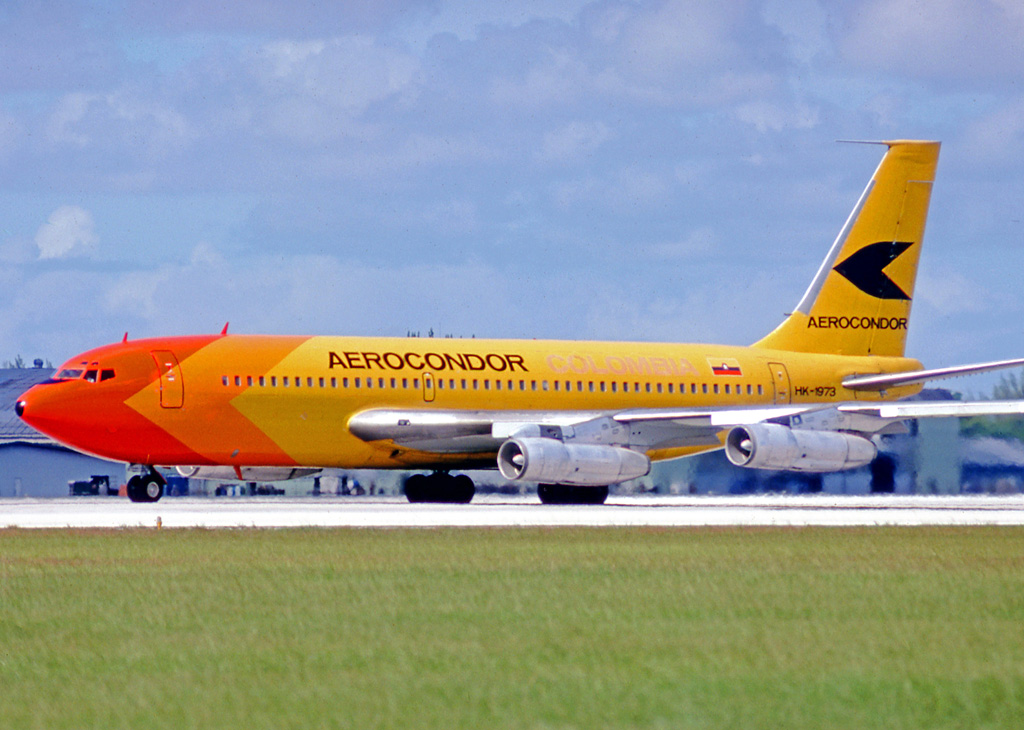
بویینگ ۷۲۰-۰۲۳b متعلق به شرکت آئروکاندور میامی - سال ۱۹۷۳ میلادی

بوئینگ ۷۲۰ (به انگلیسی: Boeing 720) یک هواپیمای ساختِ کارخانهٔ هواپیماهای تجاری بوئینگ در کشور ایالات متحده آمریکا است که در سال ۱۹۵۸–۱۹۶۷ ساخته شد. نخستین استفاده‌کنندهٔ این هواپیما یونایتد ایرلاینز بوده‌است. این هواپیما در ۲۳ نوامبر ۱۹۵۹ میلادی نخستین پرواز خود را انجام داد.

## طراحی
بویینگ ۷۲۰، یک هواپیمای چهارموتوره تک بال است. اگرچه این هواپیما شبیه بویینگ ۷۰۷ است، در مقایسه با مدل ۷۰۷-۱۲۰، ۹ فوت (۲.۷۳ متر) در طول کوتاه‌تر است. همچنین این هواپیما به دلیل قطعات فلزی به کار رفته و پوسته بدنه نازک‌تر در ساختارش، در مجموع ساختار سبک‌تری دارد.